# 제7회 대구단편영화제
제7회 대구단편영화제는 2006년 9월 20일에 열린 시상식이다.

## 수상 및 후보

### 대상
- 참! 잘했어요 - 정다미 수상

### 우수상
- 아버지 어금니 꽉 깨무세요 - 최원석 수상

### 본선경쟁작
- 프레절 - 핸들 위드 케어 - 윤영빈
- 훈수꾼 - 김성환
- 룸메이트 - 이문호
- 아버지 어금니 꽉 깨무세요 - 최원석
- 사는 것, 산다는 것, 살아간다는 것 - 류진호
- 상징적 그녀 - 김은호
- 봄이 오는 길 - 윤용훈
- 불법주차 - 정충환
- 자살 소녀 시간차 공격 - 박신우
- 즐거운 나의 집 - 변영민
- 소행성 325호 - 남미언
- 2분 - 정태경
- 쪼다 멜로 - 홍준겸
- 참! 잘했어요 - 정다미

### 애플시네마
- 하지만 해는 죽지 않았다 - 김우식 수상
- 따로 또 같이 - 송주영 수상
- 김원생씨 어디 가세요? - 김현철
- 신비의 나무 - 김지영
- 미스터 도나 - 우효정
- 내가 무신론자인 것을 신께 감사한다 - 강민우

### 초청작
- 어린이 바이엘 상권 - 조운
- 천국의 에스컬레이터 - 장철수
- 처용의 다도 - 정용주
- 전쟁영화 - 유채목
- 마이티 맨 - 박수영 외
- 참 잘했어요 - 이채윤
- 버스를 타다 - 몬스터픽쳐스

### 제작지원
- 훈수꾼 - 김성환 수상
- 상징적 그녀 - 김은호 수상